# Piero D'Inzeo
Piero D'Inzeo (Rome, 4 mars 1923 - Rome, 13 février 2014) est un  cavalier international italien qui, avec son frère Raimondo d'Inzeo, fut un compétiteur exceptionnel en saut d’obstacles pendant vingt-cinq ans.

## Biographie
Militaire de carrière dans la cavalerie et s’entraînant à l’école militaire, il dispute sa première compétition aux Jeux olympiques d'été de 1948. En tout, il participe aux épreuves de sauts d’obstacles de huit Jeux olympiques (jusqu’en 1976), remportant six médailles (deux d’argent et quatre de bronze).  Avec son frère Raimondo d'Inzeo, ils furent les premiers sportifs à avoir participé à huit Jeux olympiques, de 1948 à 1976. Il fut champion d’Europe en 1959 et se classa deuxième en 1958, 1961 et 1962.

## Hommage
Le 7 mai 2015, en présence du président du Comité national olympique italien (CONI), Giovanni Malagò, a été inauguré  le Walk of Fame du sport italien dans le parc olympique du Foro Italico de Rome, le long de Viale delle Olimpiadi. 100 tuiles rapportent chronologiquement les noms des athlètes les plus représentatifs de l'histoire du sport italien. Sur chaque tuile figure le nom du sportif, le sport dans lequel il s'est distingué et le symbole du CONI. L'une de ces tuiles lui est dédiée .